# Talmas
Talmas település Franciaországban, Somme megyében. Lakosainak száma 1084 fő (2022. január 1.). Talmas Beauquesne, Hérissart, Naours, Puchevillers, Rubempré, La Vicogne és Villers-Bocage községekkel határos.

## Népesség
A település népessége az elmúlt években az alábbi módon változott:
| Lakosok száma | 1057 | 1064 | 1079 | 1067 | 1069 | 1069 | 1074 | 1079 | 1084 |
|               | 2013 | 2015 | 2016 | 2017 | 2018 | 2019 | 2020 | 2021 | 2022 |